# سيكو سيلا
سيكو سيلا (بالهولندية: Sekou Sylla)‏ هو لاعب كرة قدم هولندي، ولد في 9 يناير 1999 في سخيدام في هولندا.